# Attacus atlas
Attacus atlas — великий метелик з родини сатурнієвих (Saturniidae). Attacus atlas вважають найбільшим метеликом у світі. Свою видову назву метелик дістав на честь Атласа, одного з титанів у давньогрецькій міфології.  Вперше цей вид був описаний Карлом Ліннеєм у 1758 році у книзі «Система природи».

## Поширення
Цей вид мешкає в тропічних та субтропічних лісах Південно-східної Азії, Південного Китаю і від Таїланду до Індонезії, на островах Борнео та Ява.